# Красный Орёл
Красный Орёл — упразднённый посёлок в Чердаклинском районе Ульяновской области России. На момент упразднения входил в состав Бряндинского сельского поселения.

## География
Посёлок находился в 2 км к северо-западу от села Станция Бряндино и в 23 км к юго-западу от районного центра.

## История
Исключена из учётных данных в 2002 году постановлением заксобрания Ульяновской области от 10.12.2002 г. № 066-ЗО

## Население
С 1996 года в поселке отсутствовало постоянное население.